# Mary Jane Rathbun
Mary Jane Rathbun, född 22 december 1922 i Minneapolis, Minnesota, död 10 april 1999, mer känd som Brownie Mary var en amerikansk sjukhusvolontär som blev internationellt känd som en aktivist för medicinsk cannabis. Hon var känd för att baka och dela ut så kallade "Alice B. Toklas brownies" samt volontära på AIDS-avdelningen på San Francisco General Hospital.
Hon var aktiv i försöken att göra cannabisanvändning lagligt för personer med AIDS, cancer, glaukom och andra sjukdomar, och hjälpte till med att arbeta på proposition P och en folkomröstning rörande användningen av drogen år 1996. Hon hjälpte även Dennis Peron att etablera Cannabis Buyers Club i San Fransico, ett medicinskt cannabisapotek.
"My kids [people with AIDS and cancer] need this and I'm ready to
 go to jail for my principles...I'm not going to cut any deals with them.
 If I go to jail, I go to jail.
" 
1986 hedrade SFGH:s avdelning 86 Brownie Mary med en "Volunteer of the Year"-utmärkelse (årets volontär). 1992 förklarade San Francisco Board of Supervisors den 25 augusti som "Brownie Mary Day".
Hon kallades ett "levande helgon" 1994 vid "San Francisco Saints Alive Benefit". 1997 dubbade Sisters of Perpetual Indulgence henne "Saint Brownie Fucking Mary" efter hennes önskan då hon hade varit ateist hela livet. Brownie Mary dog av en hjärtattack i Laguna Hondas vårdboende i San Francisco vid en ålder av 77.